# Zequinha de Abreu

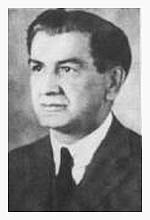
Zequinha de Abreu

Zequinha de Abreu (* 19. September 1880 in Santa Rita do Passa Quatro, Bundesstaat São Paulo, Brasilien; † 22. Januar 1935 in São Paulo), eigentlich José Gomes de Abreu, war ein brasilianischer Komponist und Instrumentalist des Choro.

## Leben
Zequinha de Abreu war der Sohn des Apothekers José Alacrino Ramiro de Abreu und Justina Gomes Leitão. Er begann im Alter von 6 Jahren mit dem Musikunterricht. Als Instrumente spielte er Querflöte, Klarinette sowie Klavier. Unterricht erhielt er in Santa Rita, am Colégio São Luís von Itu und ab 1894 in Harmonielehre am  Seminário Episcopal de São Paulo.
Als Berufsmusiker zeigte sich sein Talent, überaus schnell seine Kompositionen niederzuschreiben, insgesamt entstanden über 300 Werke, darunter „Flor da Estrada“ oder „Bafo de Onça“. Seine bekannteste Komposition, der Choro „Tico-Tico no Fubá“ wurde von vielen Musikern interpretiert, unter anderem von der US-amerikanischen Organistin Ethel Smith und der Sängerin Carmen Miranda.
In späteren Jahren war er Inhaber einer Drogerie, Bürgermeister von Santa Rita do Passa Quatro und Klavierlehrer.

## Ehrungen
Die Stadt Santa Rita ehrt Zequinha noch heute, so fand 2013 das 53. Festival Zequinha de Abreu statt, es unterhält das Museu Histórico Zequinha de Abreu und weihte 2010 ein ihm gewidmetes öffentliches Wandgemälde ein.

## Werkauswahl
- Tico Tico no Fubá
- Sururú na Cidade
- Branca
- Tardes em Lindóia